# Ndemba II
Ndemba II (ou Demba II) est un village du Cameroun situé dans la région de l'Est et le département du Lom-et-Djérem. Il fait partie de l'arrondissement (commune) de Diang.

## Population
En 1966-1967, Ndemba II comptait 443 habitants, principalement des Bobilis. À cette date, la localité disposait d'une école catholique à cycle incomplet.
Lors du recensement de 2005, on y a dénombré 811 personnes.